# Nedžad Bajrović
Nedžad Bajrović (4 febbraio 1970) è un ex calciatore bosniaco, di ruolo difensore.

## Carriera

### Nazionale
Esordisce il 5 novembre 1997 contro la Tunisia (2-1).

## Palmarès

### Club

#### Competizioni nazionali
- Coppa del Sudan: 1

Al-Merreikh: 2006